# Röntgenrör

Schema av ett röntgenrör; U_{a} är högspänningen som accelererar elektronerna; U_{h} är en låg spänning som ger glödström; W är anodens kylvatten.

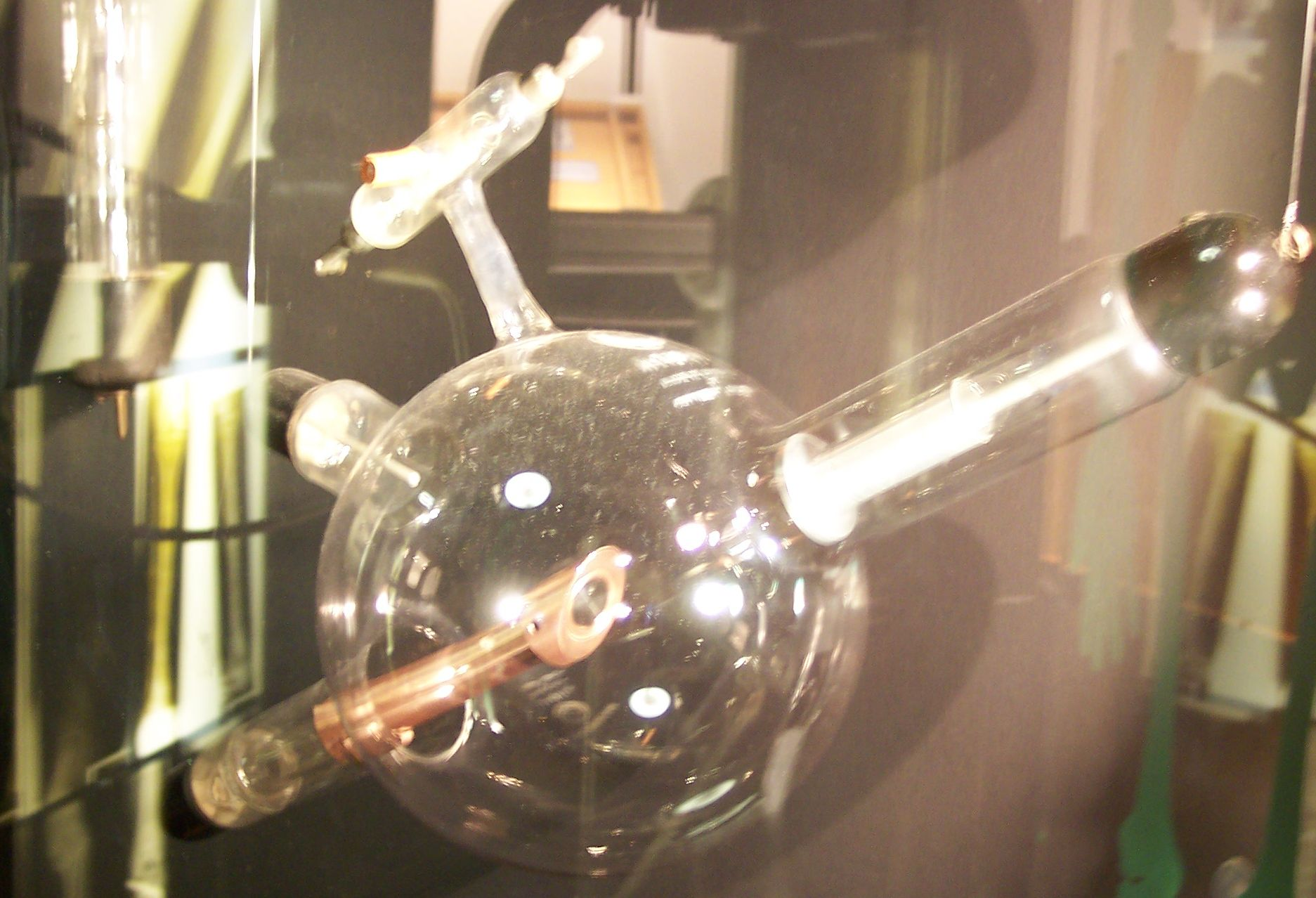
Röntgenrör från 1960

Ett röntgenrör är ett elektronrör som används för att alstra röntgenstrålning, till exempel i utrustning för röntgenundersökning.

## Funktion
Med hjälp av en hög spänning accelereras elektroner i vakuum  mot en metallyta. När de träffar metallytan bromsas elektronerna och rörelseenergin omvandlas till bromsstrålning (ty. Bremsstrahlung). Bromsstrålningen består av ett kontinuerligt spektrum av våglängder, där den kortaste våglängden motsvarar skillnaden i rörelseenergi vid fullständig uppbromsning.

## Konstruktion
Moderna röntgenrör har en, av högspänning (20 - 190 kV), upphettad katod, som utsänder elektroner genom termisk emission. Elektroner som frigjorts från katoden kolliderar i hög hastighet med anoden. Då endast en bråkdel (omkring 1 %) av den tillförda effekten omvandlas till strålning inom det önskade våglängdsområdet, röntgenstrålning, måste röret konstrueras för att tåla och ta hand om en stor mängd värme, till exempel genom olje- eller vattenkylning. Dessutom roterar anoden och värme fördelas över en större yta. Material som används till anoden måste ha högt atomnummer och hög smältpunkt. Exempel på ett sådant ämne är volfram med atomnummer 74 och en smältpunkt på 3370 grader Celsius.